# Esmeralda (Rio Grande do Sul)
Esmeralda é um município brasileiro do estado do Rio Grande do Sul. Sua população, de acordo com estimativas do Instituto Brasileiro de Geografia e Estatística (IBGE), é de 3 287 habitantes em 2020.

## História
Esmeralda foi emancipada e instituída na data de 27 de novembro de 1963, pela lei de criação nº 4.616, onde até então fazia parte do 5º distrito do município de Vacaria. A instalação do município deu-se no dia 08 de abril de 1964.

## Geografia
Localiza-se a uma latitude 28º03'13" sul e a uma longitude 51º11'25" oeste, estando a uma altitude de 965 metros. O município possui dois distritos: a sede e Capela de São Sebastião.

## Turismo
Principal ponto turístico:
- Memorial José Mendes
- Santuário do Senhor Bom Jesus